# Jean Alexandre Caffin
Jean Alexandre Caffin, (Doué-la-Fontaine (Maine i Loira), 13 de març, 1751 - Saint-Léger-de-Montbrillais (Nova Aquitània), 31 d'agost, 1828), fou un general major de la Revolució Francesa.
Registres de serveis

Va entrar al servei l'any 1769, com a soldat a la cavalleria del Régiment de Bourgogne, i el 1772, es va incorporar al Regiment du Roi Infanterie, que va abandonar el 1777.
El juliol de 1789, va ser elegit comandant de la guàrdia nacional de Doué-la-Fontaine (Maine i Loira), després va ser nomenat ajudant general de la Legion du Midi pel districte de Saumur el 20 de juny de 1792.

## Guerra de Vendée
El 1793 participà en la lluita contra els Vendéans i el 2 de juliol de 1793 fou ascendit al grau de general de brigada. Va rebre el comandament d'una de les Columnes Infernals, encarregada de devastar els voltants de Cholet (Maulévrier, La Tessoualle, Saint-Laurent-sur-Sèvre, etc.). Va ser nomenat general de divisió el 24 d'abril de 1794.
El 23 de gener de 1794, a Maulevrier i Yzernay, catorze dones i noies foren afusellades per la columna del general Caffin. El 25 de gener de 1794, a Saint-Pierre-des-Échaubrognes, catorze dones foren afusellades per la columna del republicà Caffin: Pel bé de la república, els Echaubrognes ja no ho són... Mentre us escric, tinc catorze dones que em van denunciar afusellades....
El 26 de gener de 1794, un dels seus destacaments va destruir les granges de la carretera entre La Tessoualle i Saint-Laurent-sur-Sèvre. Comença a incendiar Maulévrier. El 27 de gener de 1794, es va dirigir cap a Saint-Laurent-sur-Sèvre després, assabentant-se que els "brigants" no estaven lluny, va tornar a Maulévrier, va patrullar els erms de Genty i va escorcollar l'entrada del bosc de Vezins. Cala foc a la ciutat de Tout-le-Monde. El 28 de gener de 1794 va fer que les patrulles il·luminessin els camins de Vezins i Argenton. El 29 de gener de 1794 acabà de cremar Maulévrier i Yzernay i marxà cap a Saint-Laurent-sur-Sèvre. El 30 de gener de 1794 va calar foc a Yzernay, i va marxar cap a Saint-Laurent-sur-Sèvre on va arribar a les 5 del matí.

L'1 de febrer de 1794 encara era a Saint-Laurent i ho va fer escorcollar:
| « | "vaig fer portar trenta-dues dones que estaven al convent a Cholet les vaig enviar als administradors del districte que en faran el que volen. Vaig trobar una vintena d'homes a qui havia afusellat abans de marxar. Si trobo altres pel camí, patiran la mateixa sort." | » |

Crema el poble i marxa cap a La Verrie on arriba a les 7 del matí.

El 2 de febrer de 1794 va escorcollar La Verrie. El 3 de febrer de 1794 va anunciar la presència de 4.000 "bandants" a La Gaubretière:
| « | "...Us adverteixo que demà al matí aniré amb la meva columna a cremar aquest poble, matar tot el que hi trobo sense distinció, com el cau de tots els bandolers encara no havia ocupat un país on pogués conèixer tanta gent dolenta, tant homes com dones, tot passarà per espasa i foc...". | » |

El 4 de febrer de 1794 Turreau li ordenà que s'incorporés a Cholet. El 8 de febrer de 1794, durant l'atac de Stofflet a Cholet, va aconseguir reunir els fugitius a la carretera de Nantes i reagrupar-los. El 13 de maig de 1794, després de la destitució de Turreau, va ser nomenat pel Comitè de Seguretat Pública Comandant de la 3a divisió de l'Exèrcit d'Occident amb el seu quarter general a Doué-la-Fontaine.
El 1796, va servir a les ordres d'Hoche a l'exèrcit de les costes de l'Oceà, i el 14 d'octubre de 1796 va ser nomenat membre de l'exèrcit de Sambre-et-Meuse, però va rebutjar el càrrec. Va ser admès a la jubilació el 1801.
Va ser alcalde de Doué-la-Fontaine de 1804 a 1815.
Va morir el 31 d'agost de 1828 a Saint-Léger-de-Montbrillais.